# Титі
Титі (XII ст. до н. е.) — давньоєгипетська цариця 20-ї династії. Дружина і сестра Рамзеса III і, можливо, мати Рамзеса IV.

## Життєпис
У минулому деякі думали, що вона була одружена з Рамзесом X, і що вона та її чоловік були дітьми Рамзеса IX, а їхній син був Рамзесом XI. Але інша теорія Джехона Гріста відносить її до 20-ї династії та ідентифікує її як дочку-дружину Рамзеса III і матір Рамзеса IV, ґрунтуючись на подібності стилю її гробниці та стилю царів, які жили в цей період.  Однак, судячи з віку їхньої дитини, це означало б, що Рамзес одружився на своїй дочці до того, як зійшов на трон, а шлюби між батьком і дочкою відбувалися лише між фараонами та їхніми дочками.
Втім відповідно до досліджень 2010 року папірусу BM EA 10052 Ентоні Гаррісом висунуто більш ймовірну теорію, за якою Титі була донькою фараона Сетнахт, на що вказують її титули доньки, сестри, дружини та матері фараонів. 
Тепер, однак, нове наукове дослідження, опубліковане у номері JEA за 2010 рік, чітко підтверджує, що цариця Титі насправді була дружиною  Рамзеса III. Висновок зроблено на основі певних копій частин папірусів про пограбування гробниць (або папірус BM EA 10052), зроблених Ентоні Гаррісом, — які розкриває зізнання, зроблені єгипетськими грабіжниками гробниць, які проникли в гробницю Титі та позбавив її коштовностей. Титі названо царицею фараона Рамзеса III, що означає, що вона, швидше за все, була матір'ю фараона Рамзеса IV, оскільки відомо, що Рамзес VI був сином іншої цариці Рамзеса III на ім'я Ісіда Та-Хемджерт. Навіть єгиптолог Ейдан Додсон, який сумнівався в теорії Гріста про особу царського чоловіка Титі, тепер приймає ці нові докази, оскільки вони походять з нещодавно розшифрованих записів цього папірусу про пограбування гробниці, зроблених Ентоні Гаррісом.
Враховуючи її роль як дружини Рамзеса III, Леблан припустив, що Титі є матір'ю Хаемуасет II, Аменхерхепшефа та Рамзеса-Мер'ямуна. Це ґрунтується на подібності щодо їхніх декоративних оздоблень.
Під час шлюбу або до того отримала титул Дружини бога Амона. Також невідомо Титі передувала Ісіді Та-Хемджерт, чи отримала цей титул після неї. Більш правдоподібна перша гіпотеза. Після укладання шлюбу з фараоном відома як царська дружина.
Нічого невідомо про вплив Титі на політичні справи за часи Рамсеса III. Можливо, брала участь у придушенні заколоту цариці Тейє, внаслідок якого загинув чоловік Титі, але заколотників було викрито й покарано.
Титі зображена з типом корони, яка, за однією теорією, є атрибутом принцес-царівен (принцеса-царівна 19-ї династії Небеттаві була показана з цією короною, а Сітамун 18-ї династії носила її більш ранню версію). Корона складається з грифа, увінчаного модіусом, прикрашеним низкою квіткових гребенів.

## Поховання
Гробниця Титі позначена як QV52 у Долині Цариць, і її титули були: Дочка царя; сестра царя; Дружина царя; Царська мати; Божа Дружина, Пані Двох Земель. Гробниця була описана Шампольйоном (гробниця 3), Лепсіусом (номер 9), Вілкінсоном (номер 12) і Геєм (номер 2). Гробниця складається з коридору, бічних камер, залу та внутрішньої (поховальної) камери.
Гробницю QV52 знайдено в Долині цариць. У Середньовіччі її використовували як стійло для віслюків.
Гробниця складається з коридору, бічних камер, зали та внутрішньої (похоронної) камери. Коридор має дверний проріз, що відкривається до наступного коридору, який був описаний як передпокій.
У коридорі є дверний проріз, який відкривається до наступної частини коридору, який був описаний як передпокій. Стіни прикрашені божествами, які утворюють пари: один на північній стіні, інший на південній. Після сидячої крилатої богині Маат ми знаходимо богів Птаха (південь) і Тота (північ), які представляють підземний світ, потім Ра - Харахті й Атум, які є сонячними божествами, за ними йдуть Імсет і Хапі, а також Дуамутеф і Кебехсенуеф, Чотири сини Гора. Завершують парад божеств Ісіда і Нефтида.
Декорації в залі складаються з божеств-захисників. Включені, наприклад, боги Герімат і Небнеру («Володар жаху»). Герімат символізує відродження королеви Титі. Двері до бічних камер (або прибудов) прикрашені охоронцями, які нагадують Книгу мертвих. Вхід до останньої кімнати прикрашений чотирма синами Гора. Імсет і Дуамутеф на південній стороні входу та Хапі і Кебехсенуеф на північній стороні.
Декорації бічних кімнат включають богів потойбічного світу, зображення канопічних скринь та Душ Пе і Нехена. Одна з бічних кімнат також містить сцену, що показує царицю в образі (чоловічого) жерця Юнмутефа. У внутрішній кімнаті цариця знову постає перед кількома божествами. На задній стінці знаходиться сцена із зображенням Осіріса. Він сидить на троні і йому допомагають Тот, Нефтіс, Нейт і Серкет.
Гробниця використовувалася повторно протягом Третього проміжного періоду. У Внутрішніх камерах була вирита яма, і розкопки принесли різноманітні поховальні предмети, включаючи саркофаги та особисті речі.